# میکالیس کاکیوزیس
میکالیس کاکیوزیس (انگلیسی: Michalis Kakiouzis؛ زادهٔ ۲۹ نوامبر ۱۹۷۶) بازیکن بسکتبال اهل یونان است.

## فعالیت ورزشی

### باشگاهی
از باشگاه‌هایی که در آن بازی کرده‌است می‌توان به باشگاه بسکتبال بارسلونا، باشگاه بسکتبال رئال بتیس، باشگاه ورزشی افس پیلسن، و ویرتوس رم اشاره کرد.

## دستاوردها
وی در مسابقات کشوری و بین‌المللی در مجموع برندهٔ ۴ مدال طلا، ۱ مدال نقره شده‌است.